# 東欧の想像力
「東欧の想像力」シリーズは、松籟社が刊行する現代の海外文学の叢書。
2007年から開始。「東欧と呼ばれた地域から生み出され、国際的な評価を獲得した作品を翻訳紹介」とされる。

## ラインナップ
- 1 ダニロ・キシュ『砂時計』奥彩子訳（ユーゴスラヴィア）
- 2 ボフミル・フラバル『あまりにも騒がしい孤独』石川達夫訳（チェコ）
- 3 エステルハージ・ペーテル『ハーン=ハーン伯爵夫人のまなざし』早稲田みか訳（ハンガリー）
- 4 ミロラド・パヴィッチ『帝都最後の恋』三谷惠子訳（セルビア）
- 5 イスマイル・カダレ『死者の軍隊の将軍』井浦伊知郎訳（アルバニア）
- 6 ヨゼフ・シュクヴォレツスキー（チェコ語版）『二つの伝説』石川達夫＋平野清美訳（チェコ）
- 7 イェジー・コシンスキ『ペインティッド･バード』西成彦訳（ポーランド）
- 8 サムコ・ターレ『墓地の書』木村英明訳（スロヴァキア）
- 9 ラジスラフ・フクス（チェコ語版）『火葬人』阿部賢一訳（チェコ）
- 10 メシャ・セリモヴィッチ（英語版）『修道師と死』三谷惠子訳（ボスニア・ヘルツェゴビナ）
- 11 ミルチャ・カルタレスク『ぼくらが女性を愛する理由』住谷春也訳（ルーマニア）
- 12 ゾフィア・ナウコフスカ（ポーランド語版）『メダリオン』加藤有子訳（ポーランド）
- 13 ナーダシュ・ペーテル『ある一族の物語の終わり』早稲田みか＋簗瀬さやか訳（ハンガリー）
- 14 イヴォ・アンドリッチ『宰相の象の物語』栗原成郎訳（ユーゴスラヴィア）
- 15 デボラ・フォーゲル（ポーランド語版）『アカシアは花咲く』加藤有子訳（ポーランド）
- 16 オルガ・トカルチュク『プラヴィエクとそのほかの時代』小椋彩訳（ポーランド）
- 17 ファトス・コンゴリ（英語版）『敗残者』井浦伊知郎訳（アルバニア）
- 18 パウル・ゴマ（英語版）『ジュスタ』住谷春也訳）（ルーマニア）
- 19 パヴェウ・ヒュレ『ヴァイゼル・ダヴィデク』井上暁子訳（ポーランド）
- 20 ヴァーツラフ・ハヴェル『通達／謁見』阿部賢一＋豊島美波訳（チェコ）
- EX.1 アレクサンダル・ヘモン『私の人生の本』秋草俊一郎訳
- EX.2 奥彩子・西成彦・沼野充義編『東欧の想像力：現代東欧文学ガイド』